# Картка киянина
«Картка киянина» — іменна, багатофункціональна електронна пластикова картка, що є носієм особових даних утримувача картки і підтримує застосунки, пов'язані з наданням і обліком заходів соціальної підтримки та інших інформаційних сервісів і послуг у місті Києві.

## Функції
Картка киянина підтримується інформаційно-телекомунікаційною системою, спеціально створеною для:
- підвищення соціального захисту населення — надання адресної допомоги за рахунок бюджету міста Києва соціально-незахищеним громадянам,
- впорядкування механізмів надання пільг, їх обліку та адресності,
- розвитку безготівкових розрахунків,
- створення зручних сервісів для всіх мешканців міста.

## Призначення
Право на отримання мають особи, які зареєстровані, або працюють чи навчаються у місті Києві.

## Розробники
Реалізатором порталу відкритих даних та проекту «Картка киянина» є Kyiv Smart City. Співзасновником проекту у 2015 році став тодішній радник Київського міського голови В.Кличка - Юрій Назаров, нині — начальник управління інформаційно-комунікаційних технологій та захисту інформації КМДА.